# Francesco Bortolotto
Francesco Bortolotto (Modena, 24 novembre 1953) è un politico italiano.

## Biografia
Ambientalista, insegnante di chimica di scuola superiore,  presidente di Legambiente Vicenza dal 1982 al 1990, ha partecipato fin dal 1984 alla fondazione dei Federazione dei Verdi. Nel 1990 è eletto consigliere regionale del Veneto con la Lista Verde e resta in carica fino al 1995. Tra le sue iniziative in regione c’è la legge contro l’elettrosmog (legge regionale n. 27 approvata il 30 giugno 1993).
Alle elezioni politiche del 1996 è eletto senatore, sempre con i Verdi, nella coalizione de L'Ulivo. Alle successive elezioni politiche del 2001 è candidato dall'Ulivo nel collegio uninominale della Camera di Desenzano sul Garda, ottiene il 35% e non viene eletto, concludendo così la propria esperienza parlamentare.